# Charles-Claude Genest
Charles-Claude Genest, né le 17 octobre 1639 à Paris, où il est mort le 19 novembre 1719, est un homme d'Église, poète et auteur dramatique français.

## Biographie[1]
Fils d'une sage-femme, il apprend seulement à lire et à écrire. Un de ses camarades, marchand de pacotille, l'engage, pour tenir ses livres, sur un vaisseau en partance pour les Indes. À peine ont-ils quitté le port de La Rochelle qu'ils sont pris par un navire anglais et transportés à Londres où ils se retrouvent à la rue. Genest se fait alors engager comme précepteur par un noble britannique, auprès duquel il prend goût à l'équitation. Un écuyer du duc de Nevers, venu en Angleterre pour acheter des chevaux, s'émerveille de ses connaissances équestres, le ramène en France et le présente à son maître, qui croit déceler en lui des talents poétiques.
En 1672 en 1673, il prend part aux campagnes du duc et compose une première ode sur la conquête de la Hollande et une seconde sur le siège de Maastricht. Ses efforts sont célébrés par l'armée et récompensés par le roi. De retour en France, il troque l'épée contre la soutane, puis passe quelque temps à Rome avant d'entrer, à Paris, dans la société de Bossuet, Malézieu et Pellisson. Devenu, grâce à leur appui, précepteur de Mademoiselle de Blois, il produit de médiocres tragédies et collabore, avec davantage de succès, aux Divertissements de Sceaux mis en scène par Nicolas de Malézieu, et participe aux salons littéraires et aux Grandes Nuits de Sceaux donnés par le duchesse du Maine, en son château de Sceaux, dans le cercle restreint des chevaliers de l'ordre de la Mouche à Miel. Homme de cour, réputé tant pour l'affabilité de ses manières que pour la taille de son nez, Genest ne reçoit en guise de faveurs que la maigre prébende que lui octroie le souverain en le nommant abbé de Saint-Wilmer dans le diocèse de Boulogne. Il est reçu, en 1698, membre de l'Académie française.
L'abbé d'Olivet a dit de lui : « Homme sans éducation, sans fortune, sans étude ; mais qui, par son bon sens, par ses talents, par sa bonne conduite, parvint à un rang distingué, et dans les lettres et dans le monde ». Et Sainte-Beuve : « L'abbé Genest était auprès des princes ce qu'ils ont aimé de tout temps (même du nôtre), un mélange du poète et du bouffon ». Voltaire n'était guère plus indulgent, qui écrivait : « Sa tragédie de Pénélope a encore du succès sur le théâtre, et c’est la seule de ses pièces qui s’y soit conservée. Elle est au rang de ces pièces écrites d’un style lâche et prosaïque, que les situations font tolérer dans la représentation. Son laborieux ouvrage de la Philosophie de Descartes, en rimes plutôt qu’en vers, signala plus sa patience que son génie ; et il n’eut guère rien de commun avec Lucrèce que de versifier une philosophie erronée presque en tout ».

## Œuvres
- Ode de la science du salut, 1673, lire en ligne sur Gallica
- Poésies à la louange du Roy, 1674, lire en ligne sur Gallica
- Zélonide, princesse de Sparte, 1682, lire en ligne sur Gallica
- Pénélope, ou le Retour d'Ulisse de la guerre de Troye pouvant servir de suite aux aventures de Télémaque, tragédie en 5 actes, représentée pour la première fois le 22 janvier 1684
- Épistre à M. D. L. B. [de La Bastide], sur son retour à la foi catholique, 1696, lire en ligne sur Gallica
- Dialogues entre Messieurs Patru et d'Ablancourt, sur les plaisirs, 1701
- Dissertations sur la poésie pastorale, ou de l'Idylle et de l'églogue, 1707, lire en ligne sur Gallica
- Joseph vendu par ses frères, tragédie en cinq actes et en vers tirée de l'Écriture-Sainte, 1711 Texte en ligne
- Divertissements de Sceaux, 1712, lire en ligne sur Gallica
- Principes de philosophie, ou Preuves naturelles de l'existence de Dieu et de l'immortalité de l'âme, 1716 Texte en ligne
- Les Voyageurs, comédie en 5 actes, 1736

## Sources et références
1. ↑  Éléments biographiques d'après Tyrtée Tastet, Histoire des quarante fauteuils de l'Académie française depuis la fondation jusqu'à nos jours, 1635-1855, volume IV, 1855, p. 558-563.
2. ↑  Cité par d'Alembert, Œuvres complètes, tome 2, 1re partie, Belin, Paris, 1821, p. 529.
3. ↑  Charles Augustin Sainte-Beuve, Causeries du lundi, volume 3, Garnier, Paris, 1858, p. 213.
4. ↑  Voltaire, Catalogue de la plupart des écrivains français qui ont paru dans le Siècle de Louis XIV, pour servir à l’histoire littéraire de ce temps, 1751.